# Remigian Wojakowski (zm. 1716)
Remigian Wojakowski herbu Brochwicz (zm. w 1716 roku) – podstoli przemyski w 1697 roku, konsyliarz województwa sandomierskiego w konfederacji tarnogrodzkiej w 1715 roku.